# Henrietta Szold
Henrietta Szold (Baltimore, 21 december 1860 – Jeruzalem, 13 februari 1945) was een Amerikaanse van Joodse afkomst die een prominente rol speelde binnen de zionistische beweging. Zij was de oprichter van de vrouwenorganisatie Hadassa en de Jeugdalijah.

## Levensloop
Szold was was de oudste van acht dochters. Haar ouders waren Hongaarse immigranten van Joodse afkomst. Szolds vader was een rabbijn. Na de middelbare school stond Szold voor de klas. Ze begon in 1893 een avondschool waar Russische immigranten van Joodse afkomst Engels leerden. Zelf volgde ze vakken aan de Johns Hopkins-universiteit. Alleen mannen mochten studeren aan de Joods Theologisch Seminarie in Amerika, maar de voorzitter stond toe dat Szold lessen bijwoonde, zolang ze geen examens zou afleggen.
Szold hing het orthodoxe geloof van haar ouders aan, maar zocht daar binnen wel zoveel mogelijk ruimte voor vrouwen. Na het overlijden van haar moeder stond ze er op de kaddisj te lezen, hoewel dat binnen het Jodendom alleen aan mannen was besteed.
In 1893 werd Szold benoemd als hoofd van de Jewish Publication Society, een van de belangrijkste Joodse uitgevers in Amerika. Een maand voordat Theodor Herzl met zijn boek De Jodenstaat kwam schreef Szold over haar visie voor een Joodse staat in Palestina, waar de Joden in de diaspora de Joodse cultuur opnieuw tot leven zouden wekken. In 1898 werd zij als enige vrouw gekozen in de Federation of American Zionist.
Szold bezocht Palestina in 1909 voor de eerste keer. Zij richtte daarna met zes andere vrouwen Hadassa op. De nieuwe vrouwenorganisatie, die uitgroeide tot een van de belangrijkste zionistische organisaties, wilde de leefomstandigheden in Palestina verbeteren. Dat deed zij door onder andere ziekenhuizen, een medische opleiding, tandartsklinieken en gaarkeukens te financieren. Szold vond dat de Arabische inwoners van Palestina ook toegang moesten hebben tot de voorzieningen, anders kon het Joodse volk volgens haar niet overleven in Palestina. Zij gaf van 1912 tot 1926 leiding aan Hadassa.
Nadat Szold zich in 1933 definitief vestigde in Palestina richtte zij de Jeugdalijah op. Mede dankzij deze organisatie konden dertigduizend Joodse jongeren op tijd Europa verlaten. In oktober 1934 legde Szold de hoeksteen van de het Rothschild-Hadassa-universiteitsziekenhuis op Mount Scopus. In 1942 was Szold een van de oprichters van de politieke partij Ihud, die een tweestatenoplossing nastreefde.
Szold overleed in 1945 in in 1945 in het Hadassa-ziekenhuis dat zij had helpen stichtten. Ze werd begraven op de Joodse begraafplaats op de Olijfberg. Na de Israëlische onafhankelijkheidsoorlog viel die begraafplaats onder Jordaans bewind. Na de Zesdaagse oorlog kreeg Israël de zeggenschap. Op de plek waar Szold was begraven was een weg aangelegd. De exacte locatie kon nog wel worden vastgesteld en haar graf werd herbouwd.

## Postuum
De kibboets Kfar Szold in Galilea is naar Szold vernoemd. De Palmach gaf een illegaal immigrantenschip haar naam. Het Henrietta Szold-instituut is een van de leidende Israëlische organisaties op het terrein van gedragswetenschap.
Moederdag wordt in Israël gevierd op Szolds overlijdensdag. In 2007 volgde opname in de Amerikaanse National Women's Hall of Fame. In zowel Baltimore als New York zijn straten naar haar vernoemd.
- Bibliothèque nationale de France: cb12900002p (data)
- CiNii: DA11760538
- Gemeinsame Normdatei: 119370328
- International Standard Name Identifier: 0000 0000 8143 5540
- Library of Congress Control Number: n50012675
- Nationale bibliotheek van Australië: 35537345
- Nationale Bibliotheek van Israël: 987007268882105171
- Nationale Bibliotheek van Polen: a0000002261836
- Nederlandse Thesaurus van Auteursnamen: 068506538
- SNAC: w6d901gb
- Système universitaire de documentation: 030754356
- Trove: 988576
- Virtual International Authority File: 64134172
- WorldCat: E39PBJk9493wDwG9qfKqRFmrv3